# Formación de palabras
La formación de palabras incluye un conjunto de procedimientos morfológicos que permiten la creación de nuevas palabras a partir de los morfemas. Los procesos de formación de palabras fundamentales son los siguientes:
- Derivación:[1] Las palabras derivadas son palabras formadas por la adición de un morfema derivativo a una raíz o a un núcleo. Esto incluye la prefijación, cuando se crea una palabra mediante la adición de un prefijo; la sufijación, cuando se crea una palabra mediante la adición de un sufijo; y la parasíntesis,[2] que usa simultáneamente varios mecanismos. Ejemplos de parasíntesis en español: prefijación y sufijación, en atardecer; composición y sufijación, en quinceañero.

Cuando hay varios morfemas derivativos en una misma palabra, se unen a la raíz siguiendo un orden, de manera que el primer morfema derivativo se une a la raíz de la palabra, y a partir de él se inicia la segunda derivación. En definitiva, son derivaciones de palabras derivadas.
- Composición:[1] Las palabras compuestas son las palabras formadas en un proceso en el que se unen dos o más bases léxicas, por lo que la palabra tiene dos o más raíces.

Se pueden distinguir tres tipos de palabras compuestas: compuestos propios o univerbales, compuestos sintagmáticos y compuestos sintácticos. Los compuestos sintagmáticos son palabras compuestas cuyos componentes se mantienen separados fonéticamente, porque conservan su acento léxico, y a menudo también gráficamente. En ocasiones se escriben separados mediante un guion.
Se puede crear una palabra derivada a partir de una compuesta, como por ejemplo hispanoamericano, y se puede crear una palabra compuesta a partir de una derivada, como por ejemplo hispanohablante.
Las palabras compuestas también se pueden dividir según se unan por yuxtaposición o por conjunción. Un ejemplo de palabra compuesta por yuxtaposición es girasol = girar-sol, y un ejemplo de palabra compuesta por conjunción es sopicaldo = sopa i caldo.

## Enfoque semántico
Los estudios de la Escuela semántica de La Laguna (especialmente a partir de Morera, 2000) vienen planteando que, partiendo de la idea de Karl Bühler de mostración y descripción, la derivación no es un procedimiento morfológico, sino morfosintáctico, especialmente en el caso de la prefijación, pues todo prefijo se revierte de significación categorial oblicua, es decir, su significado sustantivo mostrativo se ve complementado por un apéndice descriptivo,  lo que le capacita para relaciones sintácticas (esto es de subordinación) en el interior de la nueva palabra. Ejemplo: descansar = des + cansar (prefijo + V)